# Lijst van bewindslieden voor de LPF
Dit is een lijst van bewindslieden voor de LPF. Het betreft alle politici die voor de Lijst Pim Fortuyn minister of staatssecretaris in een Nederlands kabinet zijn geweest.

## Bewindspersonen LPF
| Ambtsbekleders | Ambtsbekleders                | Ambtsbekleders                           | Functie(s) / Ministerie                                         | Functie(s) / Ministerie                   | Termijn                        | Kabinet(ten) |
| -------------- | ----------------------------- | ---------------------------------------- | --------------------------------------------------------------- | ----------------------------------------- | ------------------------------ | ------------ |
|                | R.H. (Roelf) de Boer          | R.H. (Roelf) de Boer (1949)              | Minister                                                        | Verkeer en Waterstaat                     | 22 juli 2002 – 27 mei 2003     | Balkenende I |
| Vicepremier    | R.H. (Roelf) de Boer          | R.H. (Roelf) de Boer (1949)              | 18 oktober 2002 – 27 mei 2003                                   | Verkeer en Waterstaat                     |                                | Balkenende I |
|                | E.J. (Eduard) Bomhoff         | dr. E.J. (Eduard) Bomhoff (1944)         | Minister                                                        | Volksgezondheid, Welzijn en Sport         | 22 juli 2002 – 16 oktober 2002 | Balkenende I |
| Vicepremier    | E.J. (Eduard) Bomhoff         | dr. E.J. (Eduard) Bomhoff (1944)         |                                                                 | Volksgezondheid, Welzijn en Sport         | 22 juli 2002 – 16 oktober 2002 | Balkenende I |
|                | R.R.Ph. (Philomena) Bijlhout  | R.R.Ph. (Philomena) Bijlhout (1957)      | Staatssecretaris                                                | Sociale Zaken en Werkgelegenheid          | 22 juli 2002 – 24 juli 2002    | Balkenende I |
|                | S.R.A. (Steven) van Eijck     | drs. S.R.A. (Steven) van Eijck (1959)    | Staatssecretaris                                                | Financiën                                 | 22 juli 2002 – 27 mei 2003     | Balkenende I |
|                | H.Ph.J.B. (Herman) Heinsbroek | mr. H.Ph.J.B. (Herman) Heinsbroek (1951) | Minister                                                        | Economische Zaken                         | 22 juli 2002 – 16 oktober 2002 | Balkenende I |
|                |                               | R.H. (Rob) Hessing (1942)                | Staatssecretaris                                                | Binnenlandse Zaken en Koninkrijksrelaties | 22 juli 2002 – 27 mei 2003     | Balkenende I |
|                | H.P.A. (Hilbrand) Nawijn      | mr. H.P.A. (Hilbrand) Nawijn (1948)      | Minister zonder portefeuille (Vreemdelingenzaken en Integratie) | Justitie                                  | 22 juli 2002 – 27 mei 2003     | Balkenende I |
|                |                               | ir. B.J. (Jan) Odink (1944–2018)         | Staatssecretaris                                                | Landbouw, Natuurbeheer en Visserij        | 22 juli 2002 – 27 mei 2003     | Balkenende I |
|                |                               | K.L. (Khee Liang) Phoa (1955)            | Staatssecretaris                                                | Sociale Zaken en Werkgelegenheid          | 9 september 2002 – 27 mei 2003 | Balkenende I |